# Crise (généralité)
Pour les articles homonymes, voir Crise.
 (mars 2019).
Si vous disposez d'ouvrages ou d'articles de référence ou si vous connaissez des sites web de qualité traitant du thème abordé ici, merci de compléter l'article en donnant les références utiles à sa vérifiabilité et en les liant à la section « Notes et références ».

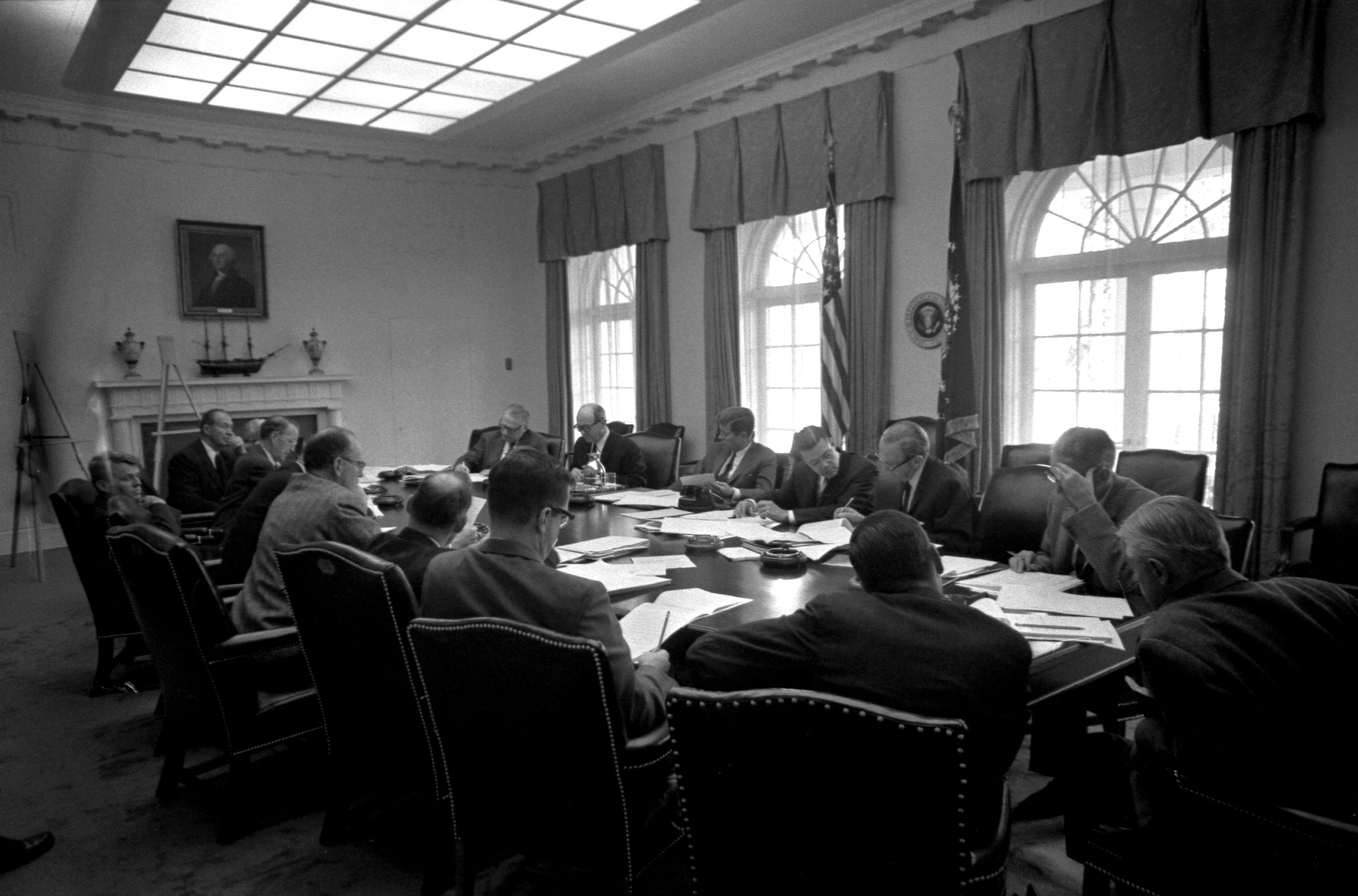
Une réunion de l'EXCOMM pendant la crise des missiles de Cuba, une crise entre les États-Unis et l'Union soviétique au sujet des missiles balistiques à Cuba.

La crise est un phénomène qui se produit dans de nombreux domaines. Elle nécessite une gestion particulière. Dans certains cas, elle peut être bénéfique et entraîner un changement important. Une conjonction de facteurs peut donner naissance à une crise parfaite voire majeure.

## Étymologie

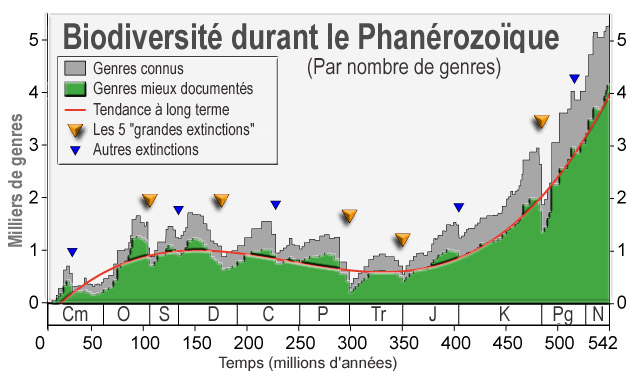
La crise écologique, qui peut se traduire par des extinctions majeures (on en compte généralement 5, non anthropiques) est un des modèles de crises planétaires. À chaque fois, le temps de résilience a été plus du double de celui de la crise

Étymologiquement parlant, le mot « crise » — issu du grec ancien « κρίσιϛ » — associe les sens de « jugement » et de « décision » mis en œuvre pour dégager une décision entre plusieurs positions ou tendances opposées sinon conflictuelles.

Aujourd'hui, dans l'usage courant le terme peut désigner :
- une manifestation violente, l'apparition ou la mutation brutale d'un trouble ou d'une maladie : crise de nerfs, crise cardiaque, crise d'asthme, crise existentielle... (synonyme de crise : "Frenque" , principalement employé dans la région Occitanie) ;
- une période de tension conflictuelle ou une situation de déséquilibre grave ou de rupture préoccupante : crise politique, économique ou sociale, crise humanitaire;
- le manque de quelque chose, ou un état de pénurie : crise du logement, crise de l'épargne.

## Gérer la crise
L'expression peut paraître paradoxale :

« "Gérer la crise" est d'un certain point de vue une contradiction dans les termes : on ne gère pas le tourment, le trouble ; on s'efforce d'éviter qu'il se produise, ou d'en minimiser les effets, ou de rétablir l'ordre. »

Pourtant, la notion d'État de l'art et la pratique du retour d'expérience ont progressivement accrédité l'idée qu'un corps de bonnes pratiques puisse aider à la gestion des activités, y compris dans un contexte de conflit ou de crise.

## Gérer par la crise?
La crise semble parfois même être pour certains le moment et le mode de management efficace. Ainsi, Claude Rochet et Olivier Keramidas pensent qu'il y a de réelles opportunités dans la gestion des crises et considèrent que « celle-ci est un vecteur de changement organisationnel dans les organisations publiques ».
L'économiste russe Kondratiev considère que les crises peuvent être un moyen de « purger » le système économique et de le préparer en vue d'une nouvelle phase de croissance .
Le sociologue Erving Goffman, dans son ouvrage La Mise en scène de la vie quotidienne, relève que dans les crises les membres de groupes humains peuvent passer outre au rôle social qui leur est traditionnellement attribué. La nature permise ou interdite des comportements peut évoluer, et des groupes de rangs supérieurs peuvent provisoirement se mêler à des groupes de rang inférieur. De plus il arrive que certaines personnes se livrent à  des auto-analyses publiques, d'ordre clinique, religieuse, éthique ; ce phénomène est fréquent dans l'évangélisme ou dans la thérapie de groupe. Il résulte de ces contritions, en général, un soutien de l'entourage, et peut-être cela a-t-il une valeur thérapeutique. Ces effacements de la barrière habituelle entre la distance sociale et l'intimité peut se produire aussi dans les périodes de fatigue.
Peut-être sont-ils une pratique normale pour qu'un groupe humain évolue : des personnes normalement opposées échangent leurs secrets pour mieux procéder à une nouvelle répartition de leurs activités. Ces ruptures dans le rang social apparaissent plus facilement dans le cadre de relations d'amitié, entre personnes de niveaux proches. Autoriser ce genre de crise peut être vu comme un trait distinctif des relations amicales. Cela se produit dans le cadre d'un flirt, ou autour d'une table en jouant à des jeux.

## Typologie des crises
Avec la complexité du monde et l'évolution des connaissances et grâce aux retours d'expérience apparaissent de nouveaux types de crises, incluant celles produites ou induites par de « nouveaux risques », des « risques extrêmes », des « menaces globales ».
- l'incertitude (interdépendance et effets en cascade dans une large gamme de domaines autrefois moins interdépendants, à la suite notamment de la globalisation des échanges et à la mondialisation de l'économie ou des médias) ;
- la réduction des distances ;
- la soudaineté ;
- le nombre de gens (victimes) pouvant être touchés, directement ou indirectement ;
- une dimension écologique locale et globale (en tant que causes et conséquences) ;
- les risques sur les infrastructures critiques ;
- une augmentation de la gravité des conséquences d'actions malveillantes (virus informatiques circulant sur Internet, cyberattaques, bioterrorisme, médias oppressants...).

L'évènement redouté par les prospectivistes est la crise majeure résultant de la conjonction de plusieurs grandes crises « classiques », autrement dit « la crise parfaite » (parfois métaphoriquement qualifié d'ouragan parfait) ; c'est la crise majeure et ultime (collapsus global) incluant un collapsus écologique ou une guerre mondiale, qui pourrait par exemple être induit par la conjonction de plusieurs facteurs et qui naîtrait de la conjonction temporelle d'une crise sociale, d'une crise financière et/ou économique et d'une crise environnementale (écologique ou climatique), avec dépassement de certains seuils d'irréversibilité (définitive ou à échelle humaine de temps) en matière de surexploitation des ressources naturelles et/ou de dérèglement climatique.[réf. nécessaire] Il a été montré que crises environnementales et crises socio-économiques, loin d'être indépendantes, pouvaient s'influencer mutuellement.
Dans la seconde moitié du XXe siècle, Patrick Lagadec, directeur de recherche à l'École polytechnique, alertait sur le fait que les crises elles-mêmes ont muté ; induisant de nouveaux effets de surprise, et demandant une préparation accrue à la complexité, à l'accélération et même à l'« impensable » (ce qui semble un paradoxe : comment penser l'impensable ?). Ses arguments, comme ceux de Beddington et Porrit, sont que nous avons individuellement et collectivement à faire face à la montée conjointe de phénomènes géo-climatiques, écologiques et épidémiologiques (chacun des événements météorologique, écologique, épidémiologique peut faire l'objet d'une gestion « classique » quand l'essentiel de l'information est connu, qu'on a le temps de se préparer et qu'il n'est pas trop difficile de faire face, grâce à des administrations, des techniciens et une population relativement bien préparés, avec des moyens de communication opérationnels et des ressources énergétiques et alimentaires suffisantes et disponibles.[réf. nécessaire]